# Sălcioară

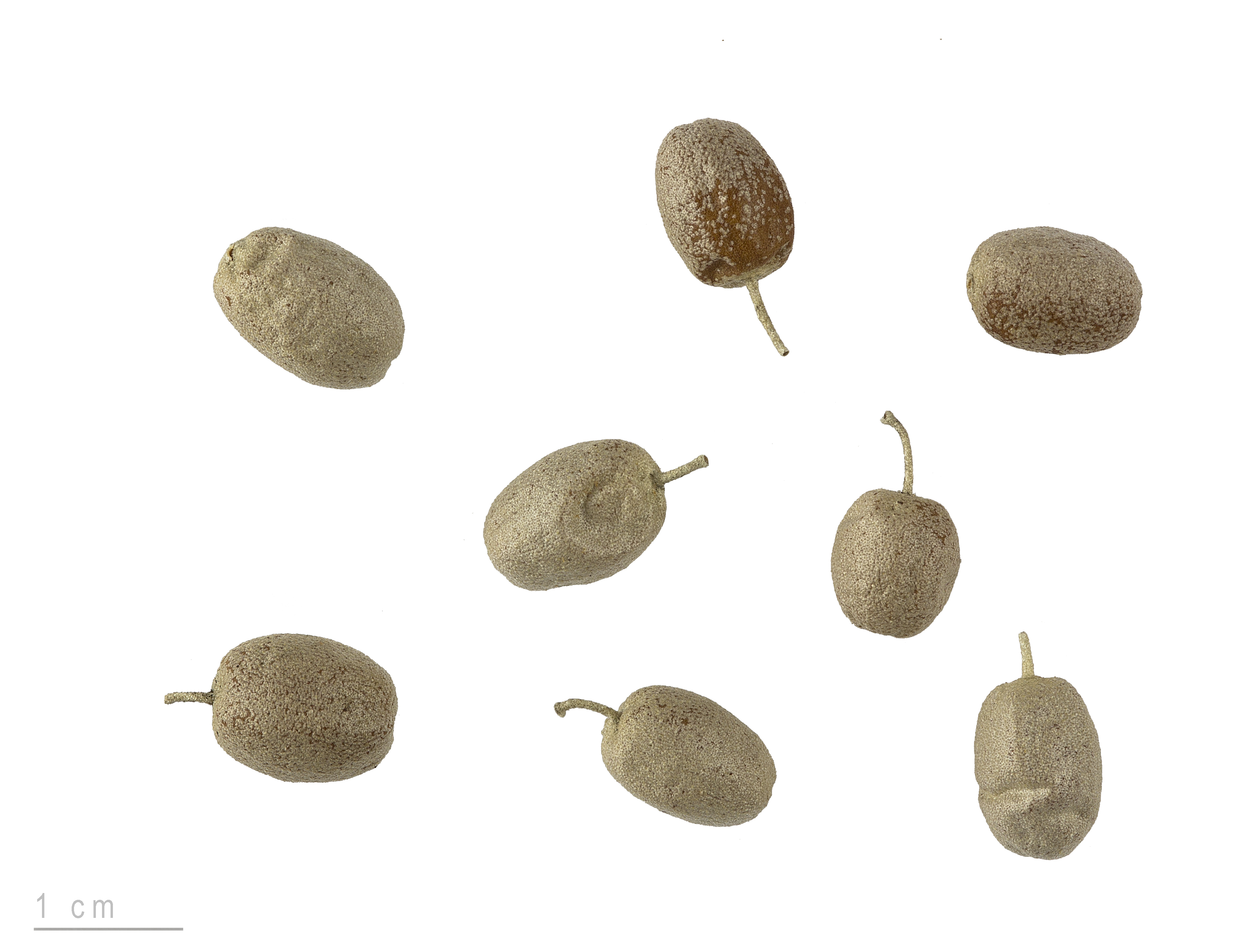
Elaeagnus angustifolia - MHNT

Salcia mirositoare, sau sălcioară, (Elaeagnus angustifolia L.), este un arbore ornamental de mici dimensiuni (înălțimi de până la 5–6 m), întâlnit uneori prin parcuri. Frunzele sunt simple, cu marginea întreagă, argintii, dispuse altern. Florile sunt mici, alb-tomentoase, cu miros plăcut. Fructele sunt sferice sau ovale, deschise la culoare, cu un înveliș cărnos, persistente peste iarnă. Sălcioara rezistă bine la secetă și se dezvoltă bine și în condițiile unor soluri mai sărace în substanțe nutritive.
Frunzele și lujerii argintii tomentoși, precum și florile plăcut mirositoare, oferă o valoare ornamentală destul de ridicată acestei specii.

## Importanță
Sălcioara este utilizată îndeosebi ca specie ornamentală, dar poate prezenta importanță și din punct de vedere apicol sau pentru ameliorarea proprietăților solului.